# Comuna Privlaka, Zadar
Privlaka este o comună în cantonul Zadar, Croația, având o populație de 2.253 de locuitori (2011).

## Demografie
Componența etnică a comunei Privlaka
     Croați (96,14%)
     Necunoscut (0,44%)
     Neclasificat (1,64%)
Componența confesională a comunei Privlaka
     Catolici (94,67%)
     Necunoscută (2,8%)
     Alte religii (2,53%)
Conform recensământului din 2011, comuna Privlaka avea 2.253 de locuitori. Din punct de vedere etnic, majoritatea locuitorilor (96,14%) erau croați. Apartenența etnică nu este cunoscută în cazul a 0,44% din locuitori. Din punct de vedere confesional, majoritatea locuitorilor (94,67%) erau catolici. Pentru 2,8% din locuitori nu este cunoscută apartenența confesională.